# Jānis Čakste
Jānis Čakste (født 14. september 1859, død 14. marts 1927) var en lettisk advokat, politiker og den første lettiske præsident.
Čakste var født den 14. september 1859 i Lielsesava, en lille by i Semgallen – på det tidspunkt en del af det Russiske Kejserrige. Han studerede jura ved Moskva Universitet, tog afgangseksamen i 1886 og blev advokat og politisk aktivist i det der senere skulle blive Letland. I 1906 blev han valgt til Dumaen – parlamentet i det Russiske Kejserrige – hvor han forsøgte at fremme idéer om lettisk selvstyre. I 1918 blev Čakste formand for Letlands Folkeråd, en midlertidig regering som proklamerede Letlands uafhængighed som nation. Čakste blev valgt som lettisk præsident i 1922 og indsattes den 14. november. Han genvalgtes for endnu en periode i 1925 og døde den 14. marts 1927, mens han var aktiv præsident. Čakste er den eneste lettiske præsident, som er død i tjeneste; han ligger begravet på Mežakirkegården i Riga.